# Antonio Maria Lorgna
Antonio Maria Lorgna (Cerea, 18 de outubro de 1735 — Verona, 28 de junho de 1796), também conhecido por Anton Maria Lorgna e Anton Mario Lorgna, foi um matemático e engenheiro hidráulico italiano, conhecido sobretudo por ter sido o propositor e fundador da associação que ficou conhecida pela Academia dos Quarenta (Accademia dei XL), precursora da actual Academia Nacional das Ciências de Itália.

## Biografia
Foi oficial do Corpo de Engenharia (Corpo del genio) da República de Veneza e director da Escola Militar de Verona (Scuola Militare di Verona).
Ele morreu enquanto o exército francês ocupava Verona.

## Trabalhos
De 80 trabalhos, os seguintes são os principais:
- Della graduazione de'termometri a mercurio e della rettificazione de'barometri semplici (1765)
- Della graduazione dei termometri a mercurio e della rettificazione dei barometri semplici (em italiano). Verona: Marco Moroni. 1765
- De quibusdam maximis, & minimis: dissertatio statico-geometrica (1766)
- Dissertazione sopra il quesito: essendo le pressioni dell'acqua stagnante in ragione delle altezze... (1769)
- Opuscula mathematica et physica (1770)
- Del modo di migliorare l'aria di Mantova (em italiano). Verona: Marco Moroni. 1771
- Dissertazione sopra il questio rinvenire il fondamento... (1771)
- Specimen de seriebus convergentibus (1775)
- De casu irreductibili tertii gradus et seriebus infinitis (1776)
- Saggi di statica e meccanica applicate alle arti (1782)
- Principi di geografia astronomico-geometrica (1789)
- Memorie intorno all'acque correnti di Anton-Mario Lorgna ... In Verona: nella Stamperia Moroni. 1777
- Discorso intorno al riparare dalle inondazioni dell'Adige la città di Verona. [Verona]: nella stamperia Moroni. 1768